# SATA Express
SATA Express (аббревиатура от Serial ATA Express и иногда неофициальное сокращение до SATAe) — интерфейс компьютерной шины, который поддерживает устройства хранения Serial ATA (SATA) и PCI Express (PCIe), первоначально стандартизированные в спецификации SATA 3.2.
Вместо продолжения обычного подхода интерфейса SATA, заключающегося в удвоении его собственной скорости с каждой новой (основной) версией, спецификация SATA 3.2 включает шину PCI Express, для достижения скоростей передачи данных, превышающих ограничение скорости SATA 3.0 в 6 Гбит/с.
Разработчики интерфейса SATA пришли к выводу, что удвоение собственной скорости SATA займет слишком много времени, чтобы догнать достижения в технологии твердотельных накопителей (SSD), потребует слишком много изменений в стандарте SATA и приведет к гораздо большему энергопотреблению по сравнению с существующей шиной PCI Express (как широко распространенная компьютерная шина, PCI Express обеспечивает достаточную пропускную способность, и может быть легко масштабирована, при помощи более быстрых или дополнительных линий).
В дополнение к поддержке устаревшего интерфейса Advanced Host Controller (AHCI) на уровне логического интерфейса, SATA Express также поддерживает NVM Express (NVMe) в качестве интерфейса логического устройства для подключенных устройств хранения PCI Express. Хотя поддержка AHCI обеспечивает обратную совместимость на программном уровне с устаревшими устройствами SATA и устаревшими операционными системами, более новая NVMe разработана для полного использования высокоскоростных устройств хранения на  PCI Express, используя их способность выполнять множество операций ввода-вывода параллельно.